# Atlas C4M
Die Atlas C4M Kudu ist ein einmotoriges sechs- bis achtsitziges Transportflugzeug des südafrikanischen Herstellers Atlas. Es handelt sich um einen Hochdecker mit festem Heckradfahrwerk und konventionellem Leitwerk. Das Flugzeug kann schnell zwischen Passagier- und Frachtausführung umgebaut werden. In der Passagierversion ist der Transport von vier bis sechs Soldaten möglich. Durch die Schiebetür auf der rechten Seite der Kabine lassen sich Fallschirmjäger absetzten. Alternativ lassen sich mit der Maschine bis zu 560 kg Fracht befördern. Durch eine weitere Luke im Kabinenboden ist die C4M Kudu auch im Luftbildvermessungsdienst und zum Abwurf von Versorgungsgütern einsetzbar.
Ein Betrieb ist von unbefestigten Pisten möglich. Hauptbetreiber ist die südafrikanische Luftwaffe (SAAF). In der Ausführung ähnelt die C4M sehr stark der Aermacchi AL.60 und die Maule Orion. Von der AL.60 unterscheidet sich die Kudu vornehmlich durch eine sparsamere Cockpitverglasung.
Der zivile Prototyp der C4M mit dem Kennzeichen ZS-IZG startete am 16. Februar 1974 zu seinem Erstflug. Die zivile Zulassung nach FAR 23 wurde am 16. Juni 1975 erteilt. Die erste militärische Ausführung startete am 18. Juni 1975 erstmals und wurde dann der SAAF übergeben, wo sie die Seriennummer 961 bekam. Das Flugzeug wurde der Öffentlichkeit während der Africa Air Show 1977 vorgestellt.

## Technische Daten
| Kenngröße             | Daten                                                                                   |
| --------------------- | --------------------------------------------------------------------------------------- |
| Länge                 | 9,31 m                                                                                  |
| Spannweite            | 13,075 m                                                                                |
| Höhe                  | 3,66 m                                                                                  |
| Flügelfläche          | 20,971 m²                                                                               |
| Flügelstreckung       | 8,2                                                                                     |
| Leermasse             | 1230 kg                                                                                 |
| max. Startmasse       | 2040 kg                                                                                 |
| Höchstgeschwindigkeit | 259 km/h                                                                                |
| Dienstgipfelhöhe      | 4270 m                                                                                  |
| Reichweite            | 1297 km                                                                                 |
| Triebwerke            | ein Lycoming GSO-480-B1B3 mit 254 kW, Luftschraube Hartzell 3-Blatt, 2,54 m Durchmesser |